# آندره فاچین
آندره فاچین (انگلیسی: Andrea Facchin؛ زادهٔ ۲۰ سپتامبر ۱۹۷۸) قایقران کایاک، و قایقران کانو اهل ایتالیا است.